# El Jagüel (Buenos Aires)

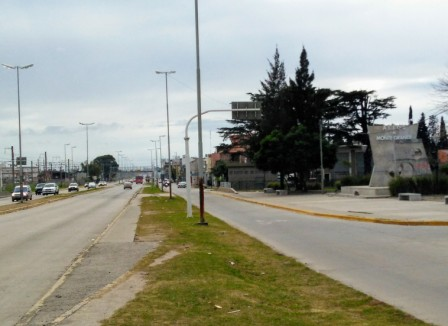
Estación el Jaguel desde la Ruta 205.

El Jagüel es una ciudad del partido de Esteban Echeverría, provincia de Buenos Aires, Argentina. Fue fundada el 23 de septiembre de 1951.

## Geografía

### Ubicación
La ciudad se encuentra a ambos lados de la Ruta Provincial 205. Limita con el partido de Ezeiza, y con las localidades de Monte Grande y Canning.
Es atravesada por el arroyo Ortega (antes llamado Ramírez). La zona está compuesta mayoritariamente por trabajadores y por pequeños y medianos empresarios. Los emprendimientos comerciales se emplazan en las calles céntricas, junto a la ruta 205 y en la calle principal de la ciudad (llamada "Evita”), que se extiende desde la estación ferroviaria hasta la avenida Pedro Dreyer, que une a su vez las rutas provinciales 4, 52 y 58.

### Población
A 2001 contaba con 48,781 habitantes (Indec, 2001).

### Barrios
- Aguaribay
- Altos de Monte Grande
- Antártica Argentina
- Barrio Grande
- Don Mariano
- El Ensueño
- El Jagüel Centro
- El Lucero
- Barrio Nuevo
- La Campana
- La Morita
- La Sofía
- Martínez Moreno
- Montana
- San Ignacio
- Santa María
- Siglo XX

## Historia
El Jagüel surge a partir del fraccionamiento y urbanización de tierras realizado por una empresa inmobiliaria en la década de 1950. Por entonces el lugar era un campo abierto, con escasa presencia de viviendas.
En 1954 se afincan varios habitantes que adquieren parcelas en la zona, y construyen sus viviendas con mínimas comodidades. No existían escuelas, no había iluminación, y se dependía de las estaciones de tren de Monte Grande y Ezeiza, las más próximas.

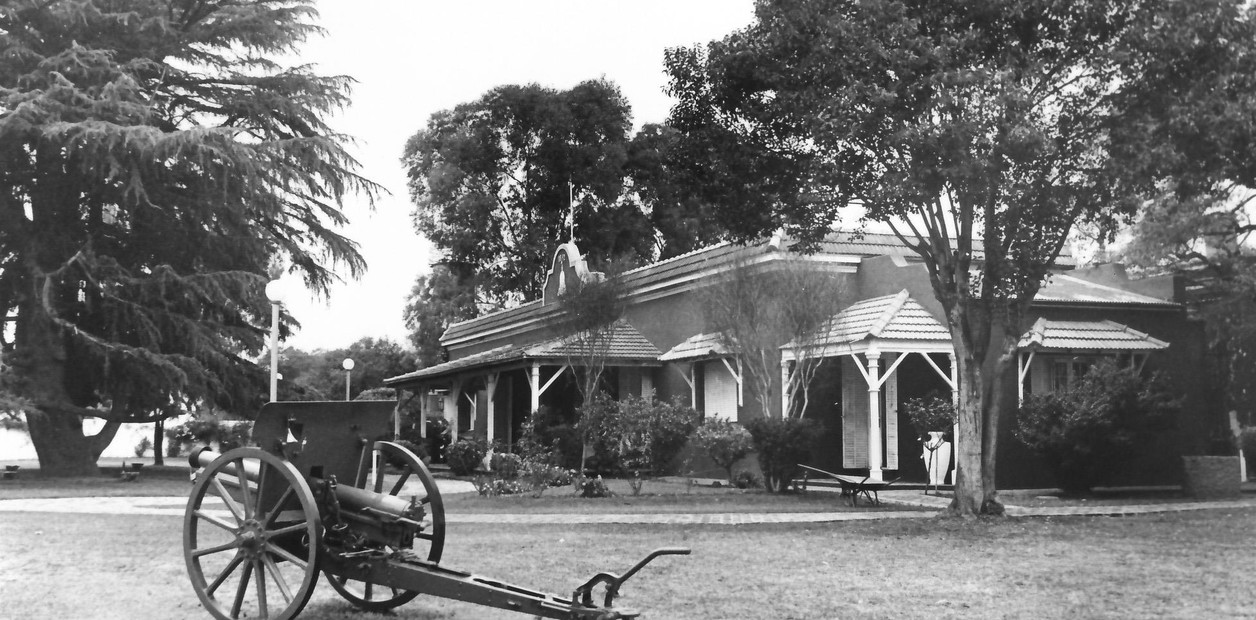
El Museo Histórico La Campana, ubicado en el barrio homónimo de la ciudad de El Jagüel

La electrificación del barrio tiene lugar en 1957, y poco tiempo después se crea la estación ferroviaria correspondiente al ramal Constitución-Ezeiza de la Línea Roca, facilitando el crecimiento de la población y el progreso económico.